# Cambuquira (kommun)
Cambuquira är en kommun i Brasilien.   Den ligger i delstaten Minas Gerais, i den sydöstra delen av landet, 700 km söder om huvudstaden Brasília. Antalet invånare är 12 658.
Följande samhällen finns i Cambuquira:
- Cambuquira

Omgivningarna runt Cambuquira är huvudsakligen savann. Runt Cambuquira är det ganska glesbefolkat, med 36 invånare per kvadratkilometer.